# Webinterface
Als Webinterface (deutsch Webschnittstelle) bezeichnet man eine Schnittstelle zu einem System, die über das Hypertext Transfer Protocol (HTTP) angesprochen werden kann. Dabei handelt es sich um
- eine grafische Benutzeroberfläche (GUI), über die ein Benutzer mit Hilfe eines Webbrowsers mit dem System interagieren kann, oder
- einen Webservice, durch den das System anderen Systemen Daten oder Funktionen zur Verfügung stellt.

Beispiele für Webinterfaces sind die Google-API, über die eine Software auf Funktionen der Suchmaschine mittels SOAP und WSDL zugreifen kann, oder der integrierte Webserver eines DSL-Routers, über den ein Benutzer Änderungen an der Gerätekonfiguration vornehmen kann.
Das Webinterface als GUI hat den Vorteil der Plattformunabhängigkeit, da für nahezu jedes netzwerkfähige Betriebssystem ein Webbrowser verfügbar ist und meistens auch bereits mit ausgeliefert wird, so dass für die Nutzung eines Webinterface keine weitere Software installiert werden muss. Der Nachteil liegt hier unter anderem an den eingeschränkten Möglichkeiten, die eine aus HTML-Seiten bestehende GUI mit sich bringt. Künftig können jedoch hier WebSocket, HTML5, CSS3, jQuery und jQuery UI wesentliche Verbesserungen bringen.
Die Nutzung eines Webdienstes zum Datenaustausch zwischen zwei Systemen kann vorteilhaft sein, da der Datentransport per HTTP unabhängig von Programmiersprache und plattformübergreifend etabliert ist und meistens auch durch Firewalls hindurch gestattet wird. Nachteilig mag sich hier der zusätzliche Verwaltungsaufwand (englisch Overhead) an den zu übertragenden Daten und der höhere Rechenaufwand beim Erstellen und Analysieren der XML-Datenstrukturen auswirken.
Die Aufgabe einer Schnittstelle umfasst per definitionem nur das Weiterreichen von Informationen. Findet hier aber bereits eine Verarbeitung statt, anstatt diese dem dahinter liegenden System zu überlassen, handelt es sich um eine Webanwendung.

## Beispiele
Webinterfaces zur Konfiguration eines Linux-Systems sind Plesk, Confixx, Webmin und TekBASE.